# Dolenice (železniční zastávka)
Dolenice jsou železniční zastávka v km 105,090 železniční tratě z Brna do Hrušovan nad Jevišovkou–Šanova (v jízdním řádu pro cestující značené jako trať č. 244) mezi stanicí Miroslav a zastávkou Břežany. Zastávka se nachází severně od vesnice Dolenice.

## Historie
V letech 1868–1870 byla společností c. k. privilegovaná Rakouská společnost státní dráhy (StEG) budována trať z Vídně přes Hrušovany nad Jevišovkou do Brna. Železniční zastávka byla otevřena 1. října 1896[zdroj?] pod názvem  Damitz-Tullnitz (Tullnitz), v meziválečném období Damnice-Dolenice.
Po druhé světové válce v nákladištích Našiměřice a Dolenice probíhala nakládka cukrové řepy pro cukrovar v Hrušovanech nad Jevišovkou. Po převzetí přepravy automobilovou dopravou význam nákladišť upadal až došlo v roce 1974 ke snesení odbočných výhybek v obou nákladištích. V zastávce byla zděná stavba nahrazena zděným přístřeškem.

## Popis
V zastávce je jedno jednostranné úrovňové nástupiště bez informačních tabulí. Nástupiště má délku 184 m, nástupní hrana je ve výšce 300 mm nad temenem kolejnice. Přístup na zastávku je z polní cesty za přístřeškem. V zastávce je elektrické osvětlení, které se zapíná pomocí soumrakového čidla a spínacích hodin.